# 弯柱杜鹃
弯柱杜鹃（学名：Rhododendron campylogynum）为杜鹃花科杜鹃花属下的一个种。

## 扩展阅读
- 維基物種上的相關：弯柱杜鹃